# Андреевка (Миргородский район)
Андре́евка (укр. Андріївка) — село,
Клюшниковский сельский совет,
Миргородский район,
Полтавская область,
Украина.
Код КОАТУУ — 5323283402. Население по переписи 2001 года составляло 99 человек.

## Географическое положение
Село Андреевка примыкает к селу Клюшниковка.
По селу протекает пересыхающий ручей с запрудой.
Рядом проходит железная дорога, станция Дубровский Конный завод в пяти км.